# Cementerio de Saudade
El Cementerio de Saudade es el mayor cementerio municipal de la ciudad de Campinas, Brasil. Es un complejo formado por cinco cementerios: São José, São Miguel e Almas, Cura D' Ars, Venerável da 3ª Ordem do Carmo y de la Hermandad del Santísimo Sacramento. Es considerado como un museo al aire libre. 
Situado cerca del centro de la ciudad, en el barrio de Ponte Preta, alberga más de 3.000 tumbas de estilo tradicional que ocupan sus 112 bloques dispuestos en un área de 181.500 metros cuadrados. El plano del cementerio es similar al plano de la ciudad de Campinas de 1878.
El portal de entrada y uno de los edificios administrativos fueron proyectados por el arquitecto Ramos de Azevedo entre 1911 y 1914.